# MGP Nordic
Der MGP Nordic (Melodi Grand Prix Nordic) ist ein internationaler Song-Wettbewerb für Kinder von 8 bis 15 Jahren. Teilnehmende Länder sind die skandinavischen Länder Dänemark, Norwegen und Schweden sowie Finnland. Die verantwortlichen Sender sind DR, NRK, SVT und Yle Fem.

## Geschichte
Der MGP Nordic fand seinen Ursprung in Dänemark und hieß damals noch Unges melodi grand prix. Nach zwei Jahren traten Norwegen und Schweden bei und der Contest bekam seinen heutigen Namen. Jeder der Teilnehmer durfte drei Kandidaten ins Rennen schicken, somit lag die Teilnehmerzahl bei neun.
2007 trat auch Finnland dem Contest bei. Seitdem sind nur noch zwei Kandidaten pro Land zugelassen, was insgesamt einer Kandidatenanzahl von acht entspricht.
2003 entstand aus dem MGP Nordic der Junior Eurovision Song Contest. Ab diesem Zeitpunkt war es allen Ländern aus Europa erlaubt, teilzunehmen. Bis 2005 lag der MGP Nordic somit auf Eis. 2006 haben sich die nordischen Länder dazu entschlossen, aus dem Bewerb auszutreten und den MGP wieder ins Leben zu rufen.

## Sieger
| Jahr | Sieger   | Sänger/in       | Lied            | Übersetzung          | Ort                             |
| ---- | -------- | --------------- | --------------- | -------------------- | ------------------------------- |
| 2002 | Dänemark | Razz            | Kickflipper     | Kickflipper          | Forum Copenhagen, Dänemark      |
| 2006 | Dänemark | Seb             | Tro på os to    | Glaube an uns zwei   | SVT Television Centre, Schweden |
| 2007 | Norwegen | Celine          | Bæstevænna      | Beste Freunde        | Oslo Spektrum, Norwegen         |
| 2008 | Norwegen | The BlackSheeps | Oro Jaska Beana | Sei ruhig, Hund      | Aarhus, Dänemark                |
| 2009 | Schweden | Ulrik Munther   | En Vanlig Dag   | Ein gewöhnlicher Tag | Stockholm, Schweden             |